# Ciclismo en los Juegos Olímpicos
El ciclismo en los Juegos Olímpicos se realiza desde la primera edición (Atenas 1896). Hasta Moscú 1980 solo podían participar hombres, tanto en pruebas de ruta como de pista; en Los Ángeles 1984 se disputó por primera vez la prueba de ruta femenina, en Seúl 1988 compitieron por primera vez mujeres en una prueba de pista. En Atlanta 1996 se añadió al programa la disciplina de ciclismo de montaña (con la prueba de campo a través) y, finalmente, en Pekín 2008 hizo su aparición la disciplina de BMX.
Tras el Campeonato Mundial, es la máxima competición internacional de ciclismo. Es organizado por el Comité Olímpico Internacional (COI), junto con la Unión Ciclista Internacional (UCI).

## Competiciones
El programa de competiciones cuenta actualmente con 22 pruebas repartidas en las cuatro modalidades olímpicas de ciclismo: 4 pruebas en ruta, 12 en 
pista, 2 en montaña y 4 en BMX.
| Ruta                    | Ruta                    |
| M                       | F                       |
| ----------------------- | ----------------------- |
| Ruta individual         | Ruta individual         |
| Contrarreloj individual | Contrarreloj individual |
| Montaña                 |                         |
| M                       | F                       |
| Campo a través          | Campo a través          |
| BMX                     |                         |
| M                       | F                       |
| Carrera individual      | Carrera individual      |
| Estilo libre            | Estilo libre            |

| Pista                | Pista                |
| M                    | F                    |
| -------------------- | -------------------- |
| Velocidad individual | Velocidad individual |
| Velocidad por eqs.   | Velocidad por eqs.   |
| Persecución por eqs. | Persecución por eqs. |
| Keirin               | Keirin               |
| Ómnium               | Ómnium               |
| Madison              | Madison              |

## Ediciones
| Núm.   | Año  | Sede                          | Instalaciones |
| ------ | ---- | ----------------------------- | --- |
| I      | 1896 | Atenas ( Grecia)              | Atenas–Maratón (ruta) Velódromo de Nuevo Fáliro (pista) |
| II     | 1900 | París ( Francia)              | Velódromo de Vincennes (pista) |
| III    | 1904 | San Luis ( Estados Unidos)    | Francis Field (pista) |
| IV     | 1908 | Londres ( Reino Unido)        | Estadio de White City (pista) |
| V      | 1912 | Estocolmo ( Suecia)           | Lago Mälar (ruta) |
| VI     | 1920 | Amberes ( Bélgica)            | Merksem–Lier–Amberes (ruta) Velódrome de Amberes Zuremborg (pista) |
| VII    | 1924 | París ( Francia)              | Estadio Olímpico de Colombes–Pontoise–La Feuillie (ruta) Velódromo de Vincennes (pista) |
| VIII   | 1928 | Ámsterdam ( Países Bajos)     | Ámsterdam–Scheveningen (ruta) Estadio Olímpico (pista) |
| IX     | 1932 | Los Ángeles ( Estados Unidos) | Roosevelt Highway (ruta) Estadio Rose Bowl (pista) |
| X      | 1936 | Berlín ( Alemania)            | AVUS–distrito de Spandau (ruta) Estadio del Berlin Sport-Club (pista) |
| XI     | 1948 | Londres ( Reino Unido)        | Windsor Great Park (ruta) Velódromo Herne Hill (pista) |
| XII    | 1952 | Helsinki ( Finlandia)         | Circuito en Käpylä (ruta) Velódromo de Helsinki (pista) |
| XIII   | 1956 | Melbourne ( Australia)        | Circuito en Broadmeadows (ruta) Velódromo Olímpico (pista) |
| XIV    | 1960 | Roma ( Italia)                | Circuito de Grottarossa y Vía Cristoforo Colombo (ruta) Velódromo Olímpico (pista) |
| XV     | 1964 | Tokio ( Japón)                | Circuito en Hachioji (ruta) Velódromo de Hachioji (pista) |
| XVI    | 1968 | Ciudad de México ( México)    | Circuito en Ciudad Satélite (ruta) Velódromo Olímpico Agustín Melgar (pista) |
| XVII   | 1972 | Múnich ( RFA)                 | Circuitos en Grünwald y en la autovía Múnich-Lindau (ruta) Estadio Olímpico de Ciclismo (pista) |
| XVIII  | 1976 | Montreal ( Canadá)            | Circuito del Mont-Royal y Autoroute 40 (ruta) Velódromo Olímpico (pista) |
| XIX    | 1980 | Moscú ( URSS)                 | Circuito en el distrito de Krylatskoye y Autovía de Bielorrusia (ruta) Velódromo de Krylatskoye (pista)                                                                                                  |
| XX     | 1984 | Los Ángeles ( Estados Unidos) | Mission Viejo y Artesia Freeway (ruta) Velódromo Olímpico de Carson (pista) |
| XXI    | 1988 | Seúl ( Corea del Sur)         | Circuito Ciclista de Tongil-ro (ruta) Velódromo Olímpico (pista) |
| XXII   | 1992 | Barcelona ( España)           | San Sadurní de Noya y Circuito de Cataluña (ruta) Velódromo de Horta (pista) |
| XXIII  | 1996 | Atlanta ( Estados Unidos)     | Circuito en Atlanta y alrededores (ruta) Velódromo del Stone Mountain Park (pista) Georgia International Horse Park (montaña)                                                                            |
| XXIV   | 2000 | Sídney ( Australia)           | Parque Centennial (ruta) Velódromo Dunc Gray (pista) Fairfield City Farm (montaña) |
| XXV    | 2004 | Atenas ( Grecia)              | Circuito en Atenas y alrededores (ruta) Velódromo Olímpico (pista) Circuito Olímpico de Ciclismo de Montaña de Parnitha (montaña)                                                                        |
| XXVI   | 2008 | Pekín ( China)                | Circuito de la plaza de Yongdingmen al paso Juyong (ruta) Velódromo de Laoshan (pista) Circuito de Laoshan para Bicicleta de Montaña (montaña) Pista de Laoshan para BMX (BMX)                           |
| XXVII  | 2012 | Londres ( Reino Unido)        | Circuitos en Londres y en Richmond upon Thames (ruta) Velódromo de Londres (pista) Hadleigh Farm (montaña) Circuito de BMX del Velopark (BMX)                                                            |
| XXVIII | 2016 | Río de Janeiro ( Brasil)      | Fuerte de Copacabana–Grumari y circuito de Grumari (ruta) Velódromo Olímpico (pista) Centro de Ciclismo de Montaña (montaña) Centro Olímpico de BMX (BMX)                                                |
| XXIX   | 2020 | Tokio ( Japón)                | Recorrido en las prefecturas de Tokio y Shizuoka y Circuito Internacional de Fuji (ruta) Velódromo de Izu (pista) Centro de Ciclismo de Montaña de Izu (montaña) Parque Deportivo Urbano de Ariake (BMX) |
| XXIX   | 2024 | París ( Francia)              | Circuito con salida en el puente de Jena (ruta) Velódromo de Saint-Quentin-en-Yvelines (pista) Colline d'Élancourt (montaña) Estadio de BMX de Saint-Quentin-en-Yvelines y Plaza de la Concordia (BMX)   |

## Medalleros históricos
- Medalleros actualizados a París 2024.

### Total
| Núm. | País                    | Oro | Plata | Bronce | Total |
| ---- | ----------------------- | --- | ----- | ------ | ----- |
| 1    | Francia                 | 44  | 29    | 28     | 101   |
| 2    | Reino Unido             | 40  | 40    | 31     | 111   |
| 3    | Italia                  | 35  | 18    | 13     | 66    |
| 4    | Alemania                | 26  | 31    | 28     | 85    |
| 5    | Países Bajos            | 26  | 25    | 17     | 68    |
| 6    | Estados Unidos          | 20  | 24    | 22     | 66    |
| 7    | Australia               | 18  | 21    | 23     | 62    |
| 8    | Rusia                   | 16  | 9     | 20     | 45    |
| 9    | Bélgica                 | 9   | 9     | 14     | 32    |
| 10   | Dinamarca               | 8   | 11    | 11     | 30    |
| 11   | Suiza                   | 6   | 11    | 9      | 26    |
| 12   | España                  | 5   | 5     | 6      | 16    |
| 13   | Suecia                  | 4   | 5     | 9      | 18    |
| 14   | Nueva Zelanda           | 3   | 7     | 5      | 15    |
| 15   | República Popular China | 3   | 3     | 3      | 9     |
| 16   | República Checa         | 3   | 3     | 2      | 8     |
| 17   | Canadá                  | 2   | 5     | 9      | 16    |
| 18   | Colombia                | 2   | 2     | 4      | 8     |
| 19   | Austria                 | 2   | 0     | 2      | 4     |
| 19   | Noruega                 | 2   | 0     | 2      | 4     |
| 21   | Letonia                 | 2   | 0     | 1      | 3     |
| 22   | Argentina               | 2   | 0     | 0      | 2     |
| 23   | Sudáfrica               | 1   | 4     | 4      | 9     |
| 24   | Grecia                  | 1   | 3     | 0      | 4     |
| 25   | Portugal                | 1   | 2     | 0      | 3     |
| 26   | Kazajistán              | 1   | 1     | 0      | 2     |
| 27   | Eslovenia               | 1   | 0     | 1      | 2     |
| 28   | Ecuador                 | 1   | 0     | 0      | 1     |
| 28   | Estonia                 | 1   | 0     | 0      | 1     |
| 30   | Polonia                 | 0   | 8     | 4      | 12    |
| 31   | Japón                   | 0   | 2     | 3      | 5     |
| 32   | Ucrania                 | 0   | 2     | 2      | 4     |
| 33   | Malasia                 | 0   | 1     | 1      | 2     |
| 33   | México                  | 0   | 1     | 1      | 2     |
| 33   | Venezuela               | 0   | 1     | 1      | 2     |
| 36   | Cuba                    | 0   | 1     | 0      | 1     |
| 36   | Uruguay                 | 0   | 1     | 0      | 1     |
| 38   | Hong Kong               | 0   | 0     | 2      | 2     |
| 39   | Bielorrusia             | 0   | 0     | 1      | 1     |
| 39   | Jamaica                 | 0   | 0     | 1      | 1     |
| 39   | Lituania                | 0   | 0     | 1      | 1     |
|      | TOTAL                   | 285 | 285   | 281    | 851   |

### Ruta
| Núm. | País           | Oro | Plata | Bronce | Total |
| ---- | -------------- | --- | ----- | ------ | ----- |
| 1    | Países Bajos   | 10  | 6     | 3      | 19    |
| 2    | Italia         | 9   | 8     | 4      | 21    |
| 3    | Francia        | 8   | 5     | 7      | 20    |
| 4    | Rusia          | 8   | 1     | 7      | 16    |
| 5    | Bélgica        | 6   | 4     | 8      | 18    |
| 6    | Estados Unidos | 6   | 4     | 5      | 15    |
| 7    | Alemania       | 4   | 10    | 5      | 19    |
| 8    | Suecia         | 3   | 5     | 8      | 16    |
| 9    | Suiza          | 3   | 4     | 3      | 10    |
| 10   | Australia      | 3   | 1     | 2      | 6     |
| 11   | Reino Unido    | 2   | 9     | 6      | 17    |
| 12   | Dinamarca      | 2   | 5     | 1      | 8     |
| 13   | España         | 2   | 1     | 0      | 3     |
| 14   | Kazajistán     | 1   | 1     | 0      | 2     |
| 14   | Sudáfrica      | 1   | 1     | 0      | 2     |
| 16   | Eslovenia      | 1   | 0     | 1      | 2     |
| 17   | Austria        | 1   | 0     | 0      | 1     |
| 17   | Ecuador        | 1   | 0     | 0      | 1     |
| 17   | Grecia         | 1   | 0     | 0      | 1     |
| 20   | Polonia        | 0   | 4     | 2      | 6     |
| 21   | Canadá         | 0   | 1     | 2      | 3     |
| 22   | Colombia       | 0   | 1     | 0      | 1     |
| 22   | Portugal       | 0   | 1     | 0      | 1     |
| 24   | Noruega        | 0   | 0     | 2      | 2     |
| 25   | Checoslovaquia | 0   | 0     | 1      | 1     |
| 25   | Letonia        | 0   | 0     | 1      | 1     |
| 25   | Lituania       | 0   | 0     | 1      | 1     |
|      | TOTAL          | 72  | 72    | 69     | 213   |

### Pista
| Núm. | País                    | Oro | Plata | Bronce | Total |
| ---- | ----------------------- | --- | ----- | ------ | ----- |
| 1    | Reino Unido             | 34  | 29    | 24     | 87    |
| 2    | Francia                 | 29  | 20    | 18     | 67    |
| 3    | Italia                  | 24  | 10    | 8      | 42    |
| 4    | Alemania                | 21  | 20    | 22     | 63    |
| 5    | Países Bajos            | 14  | 17    | 11     | 42    |
| 6    | Australia               | 13  | 19    | 20     | 52    |
| 7    | Estados Unidos          | 13  | 15    | 13     | 41    |
| 8    | Rusia                   | 8   | 8     | 12     | 28    |
| 9    | Dinamarca               | 6   | 6     | 10     | 22    |
| 10   | Nueva Zelanda           | 3   | 6     | 5      | 14    |
| 11   | Bélgica                 | 3   | 4     | 6      | 13    |
| 12   | España                  | 3   | 3     | 3      | 9     |
| 13   | República Popular China | 2   | 3     | 3      | 8     |
| 14   | Canadá                  | 2   | 2     | 6      | 10    |
| 15   | República Checa         | 2   | 2     | 1      | 5     |
| 16   | Suiza                   | 1   | 2     | 1      | 4     |
| 17   | Portugal                | 1   | 1     | 0      | 2     |
| 18   | Austria                 | 1   | 0     | 2      | 3     |
| 19   | Argentina               | 1   | 0     | 0      | 1     |
| 19   | Estonia                 | 1   | 0     | 0      | 1     |
| 19   | Noruega                 | 1   | 0     | 0      | 1     |
| 22   | Sudáfrica               | 0   | 3     | 3      | 6     |
| 23   | Grecia                  | 0   | 3     | 0      | 3     |
| 24   | Japón                   | 0   | 2     | 3      | 5     |
| 25   | Polonia                 | 0   | 2     | 2      | 4     |
| 25   | Ucrania                 | 0   | 2     | 2      | 4     |
| 27   | Malasia                 | 0   | 1     | 1      | 2     |
| 27   | México                  | 0   | 1     | 1      | 2     |
| 29   | Cuba                    | 0   | 1     | 0      | 1     |
| 29   | Uruguay                 | 0   | 1     | 0      | 1     |
| 31   | Hong Kong               | 0   | 0     | 2      | 2     |
| 32   | Bielorrusia             | 0   | 0     | 1      | 1     |
| 32   | Colombia                | 0   | 0     | 1      | 1     |
| 32   | Jamaica                 | 0   | 0     | 1      | 1     |
|      | TOTAL                   | 183 | 183   | 182    | 548   |

### Montaña
| Núm. | País            | Oro | Plata | Bronce | Total |
| ---- | --------------- | --- | ----- | ------ | ----- |
| 1    | Francia         | 5   | 2     | 1      | 8     |
| 2    | Suiza           | 2   | 5     | 3      | 10    |
| 3    | Italia          | 2   | 0     | 1      | 3     |
| 4    | Reino Unido     | 2   | 0     | 0      | 2     |
| 5    | Alemania        | 1   | 1     | 1      | 3     |
| 6    | República Checa | 1   | 1     | 0      | 2     |
| 7    | Países Bajos    | 1   | 0     | 1      | 2     |
| 7    | Suecia          | 1   | 0     | 1      | 2     |
| 9    | Noruega         | 1   | 0     | 0      | 1     |
| 10   | Canadá          | 0   | 2     | 1      | 3     |
| 11   | Polonia         | 0   | 2     | 0      | 2     |
| 12   | España          | 0   | 1     | 3      | 4     |
| 13   | Estados Unidos  | 0   | 1     | 2      | 3     |
| 14   | Bélgica         | 0   | 1     | 0      | 1     |
| 15   | Rusia           | 0   | 0     | 1      | 1     |
| 15   | Sudáfrica       | 0   | 0     | 1      | 1     |
|      | TOTAL           | 16  | 16    | 16     | 48    |

### BMX
| Núm. | País                    | Oro | Plata | Bronce | Total |
| ---- | ----------------------- | --- | ----- | ------ | ----- |
| 1    | Francia                 | 2   | 2     | 2      | 6     |
| 2    | Reino Unido             | 2   | 2     | 1      | 5     |
| 3    | Colombia                | 2   | 1     | 3      | 6     |
| 4    | Australia               | 2   | 1     | 0      | 3     |
| 5    | Letonia                 | 2   | 0     | 0      | 2     |
| 6    | Estados Unidos          | 1   | 4     | 2      | 7     |
| 7    | Países Bajos            | 1   | 2     | 2      | 5     |
| 8    | Argentina               | 1   | 0     | 0      | 1     |
| 8    | República Popular China | 1   | 0     | 0      | 1     |
| 10   | Nueva Zelanda           | 0   | 1     | 1      | 2     |
| 10   | Venezuela               | 0   | 1     | 1      | 2     |
| 12   | Suiza                   | 0   | 0     | 2      | 2     |
|      | TOTAL                   | 14  | 14    | 14     | 42    |

1. 1 2 3  Incluye las medallas obtenidas por el Equipo Alemán Unificado, la RFA y la RDA entre 1949 y 1990.
2. 1 2 3  Incluye las medallas obtenidas por la URSS, el Equipo Unificado y ROC.
3. 1 2  Incluye las medallas obtenidas por Checoslovaquia.

## Ciclistas con más medallas
- Actualizado hasta París 2024

### Hombres
| N.º | Ciclista           | País           | Años      | Oro | Plata | Bronce | Total |
| --- | ------------------ | -------------- | --------- | --- | ----- | ------ | ----- |
| 1   | Jason Kenny        | Reino Unido    | 2008–2020 | 7   | 2     | 0      | 9     |
| 2   | Chris Hoy          | Reino Unido    | 2000–2012 | 6   | 1     | 0      | 7     |
| 3   | Bradley Wiggins    | Reino Unido    | 2000–2016 | 5   | 1     | 2      | 8     |
| 4   | Harrie Lavreysen   | Países Bajos   | 2020–2024 | 5   | 0     | 1      | 6     |
| 5   | Marcus Hurley      | Estados Unidos | 1904      | 4   | 0     | 1      | 5     |
| 6   | Daniel Morelon     | Francia        | 1964–1976 | 3   | 1     | 1      | 5     |
| 7   | Florian Rousseau   | Francia        | 1996–2000 | 3   | 1     | 0      | 4     |
| 8   | Jens Fiedler       | Alemania       | 1992–2004 | 3   | 0     | 2      | 5     |
| 9   | Edward Clancy      | Reino Unido    | 2008–2016 | 3   | 0     | 1      | 4     |
| 10  | Paul Masson        | Francia        | 1896      | 3   | 0     | 0      | 3     |
| 10  | Robert Charpentier | Francia        | 1936      | 3   | 0     | 0      | 3     |
| 12  | Burton Downing     | Estados Unidos | 1904      | 2   | 3     | 1      | 6     |
| 13  | Jens Lehmann       | Alemania       | 1992–2000 | 2   | 2     | 0      | 4     |
| 13  | Joan Llaneras      | España         | 2000–2008 | 2   | 2     | 0      | 4     |
| 14  | Jeffrey Hoogland   | Países Bajos   | 2020–2024 | 2   | 1     | 0      | 3     |
| 15  | Pierre Trentin     | Francia        | 1964–1968 | 2   | 0     | 2      | 4     |
| 16  | Thomas Pidcock     | Reino Unido    | 2020–2024 | 2   | 0     | 0      | 2     |
| 16  | Remco Evenepoel    | Bélgica        | 2024      | 2   | 0     | 0      | 2     |
| 16  | Roy van den Berg   | Países Bajos   | 2020–2024 | 2   | 0     | 0      | 2     |

### Mujeres
| N.º | Ciclista               | País           | Años      | Oro | Plata | Bronce | Total |
| --- | ---------------------- | -------------- | --------- | --- | ----- | ------ | ----- |
| 1   | Laura Kenny            | Reino Unido    | 2012–2020 | 5   | 1     | 0      | 6     |
| 2   | Leontien van Moorsel   | Países Bajos   | 2000–2004 | 4   | 1     | 1      | 6     |
| 3   | Jennifer Valente       | Estados Unidos | 2016–2024 | 3   | 1     | 1      | 5     |
| 4   | Kristin Armstrong      | Estados Unidos | 2008–2016 | 3   | 0     | 0      | 3     |
| 4   | Félicia Ballanger      | Francia        | 1996–2000 | 3   | 0     | 0      | 3     |
| 6   | Ellesse Andrews        | Estados Unidos | 2020–2024 | 2   | 2     | 0      | 4     |
| 7   | Anna Meares            | Australia      | 2004–2016 | 2   | 1     | 3      | 6     |
| 8   | Victoria Pendleton     | Reino Unido    | 2008–2012 | 2   | 1     | 0      | 3     |
| 8   | Marianne Vos           | Países Bajos   | 2008–2024 | 2   | 1     | 0      | 3     |
| 8   | Mariana Pajón          | Colombia       | 2012–2020 | 2   | 1     | 0      | 3     |
| 11  | Kristina Vogel         | Alemania       | 2012–2016 | 2   | 0     | 1      | 3     |
| 12  | Erika Salumäe          | Estonia        | 1988–1992 | 2   | 0     | 0      | 2     |
| 12  | Antonella Bellutti     | Italia         | 1996–2000 | 2   | 0     | 0      | 2     |
| 14  | Paola Pezzo            | Italia         | 1996–2000 | 2   | 0     | 0      | 2     |
| 14  | Joanna Rowsell-Shand   | Reino Unido    | 2012–2016 | 2   | 0     | 0      | 2     |
| 14  | Kristen Faulkner       | Estados Unidos | 2024      | 2   | 0     | 0      | 2     |
| 17  | Jeannie Longo-Ciprelli | Francia        | 1992–2000 | 1   | 2     | 1      | 4     |
| 18  | Chloé Dygert           | Estados Unidos | 2016–2024 | 1   | 1     | 2      | 4     |
| 19  | Sabine Spitz           | Alemania       | 1992–1996 | 1   | 1     | 1      | 3     |
| 20  | Anna van der Breggen   | Países Bajos   | 2016–2020 | 1   | 0     | 2      | 3     |
| 21  | Guo Shuang             | China          | 2008–2012 | 0   | 2     | 2      | 4     |
| 22  | Ingrid Haringa         | Países Bajos   | 1992–1996 | 0   | 1     | 2      | 3     |